# Tubthumping
"Tubthumping" är en låt av den brittiska gruppen Chumbawamba. "Tubthumping" släpptes som singel i augusti 1997 och erövrade andraplatsen på UK Singles Chart. Singeln hamnade på första plats i Australien, Irland, Italien, Kanada och Nya Zeeland.

## Låtförteckning

### Promosingel (12") (Universal, 1997)
Sida A
1. "Tubthumping" (MAWR mix Pablo/Lawrie) – 5:10
2. "Tubthumping" (Original mix) – 3:33

Sida B
1. "Tubthumping" (TimeShard mix) – 4:57
2. "Tubthumping" (Gunshot mix) – 5:17

### CD-singel (EMI, 1997)
1. "Tubthumping"  – 3:33
2. "Farewell to the Crown" (featuring the Oysterband) – 2:57
3. "Football Song" ("Shit ground, no fans...") – 2:26
4. "Tubthumping" (Butthumping mix) (Remixed by Ism) – 5:23
5. "Tubthumping" (Danny Boy mix) (Remixed by the Dr Quantize Clinic) – 5:38

### CD-maxisingel (EMI, 1997)
1. "Tubthumping" – 3:34
2. "Tubthumping" (Butthumping mix) (Remixed by Ism) – 5:24
3. "Tubthumping" (Danny Boy mix) – 5:38
4. "Tubthumping" (MAWR mix/Pablo & Lawrie) – 5:11
5. "Tubthumping" (TimeShard mix) – 4:59
6. "Tubthumping" (Gunshot mix) – 5:20

### Tubthumping (remix) (Koch, 2003)
1. "Tubthumping" (remix) (av The Flaming Lips och Dave Fridmann) – 5:20
2. "Salt Fare, North Sea" – 4:28
3. "Jacob's Ladder (Not in My Name)" – 2:52